# Der unsterbliche Lump (1930)
Der unsterbliche Lump ist eine frühe deutsche Tonfilmversion der gleichnamigen Operette von Edmund Eysler (Musik) und Felix Dörmann (Libretto) aus dem Jahre 1929. Unter der Regie von Gustav Ucicky spielen Liane Haid und Gustav Fröhlich die Hauptrollen zwei unglücklich Liebenden.

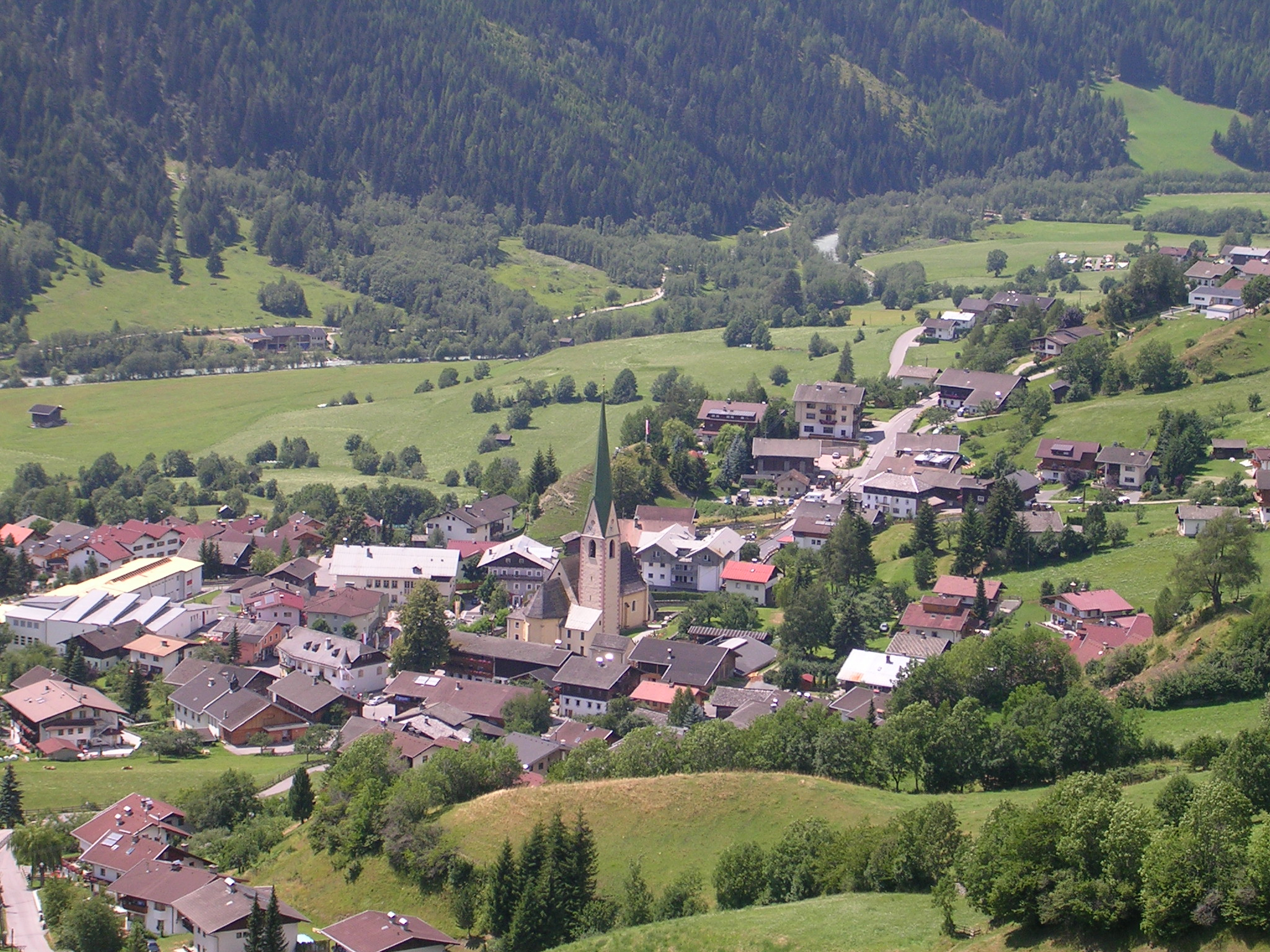
Drehort Virgen (Tirol)

## Handlung
Hans Ritter, ein junger Lehrer in einem steirischen Dorf, ist bis über beide Ohren in das Annerl, die Tochter des Briefträgers Reisleitner, verliebt. Da Ritter auch als Komponist Begabung besitzt, hat er bei der Direktion der Wiener Staatsoper ein eigenes Opernwerk eingereicht, in der Hoffnung, dass es dort Anklang findet. Er hofft auch, damit eines Tages den künstlerischen wie finanziellen Grundstein einer Ehe mit der hübschen Briefträgertochter legen zu können. Ritter reist deshalb nach Wien ab. Der alte Reisleitner hat aber „Größeres“ für seine Anna im Sinn. Er glaubt, dass Hans auf ewig ein Habenichts bleiben wird und sucht nach einer bessere Partie für seine einzige Tochter. Deshalb fängt er sämtliche Briefe Ritters, die ans Annerl gerichtet sind, kurzerhand ab. Da die junge Frau nichts mehr von ihrem Liebsten hört, glaubt sie, dass ihr Hans sie vergessen hat und wendet sich nun dem wohlhabenden Bauern Franz Lechner zu, der schon seit langem Interesse an Anna zeigt. In Wien wurde inzwischen Ritters Oper angenommen, und der Nachwuchskomponist glaubt sich am Ziel seiner Träume. Hans kehrt daraufhin in sein kleines steirisches Wohnörtchen zurück. Er platzt mitten in die Hochzeitsfeier. Hans muss mit Schrecken feststellen, dass seine Anna nicht länger auf ihn gewartet hat und die Frau vom Lechner-Franz geworden ist. Am Boden zerstört verlässt Ritter seine alte Heimat wieder. 
Der Riesenerfolg, den sein Opernwerk in Wien feiert, interessiert ihn nicht mehr, Hans will fortan der Welt nur noch den Rücken zukehren. Er zieht hinaus und wird dann auch noch von einem Landstreicher bestohlen. In seiner Jacke waren all seine Papiere. Als der Vagabund später tot aufgefunden wurde, hält man den Habenichts für den gefeierten Komponisten Hans Ritter. Dieser klärt den Irrtum nicht auf, sondern zieht als „unsterblicher Lump“ weiterhin durch das Land. Ritters Leben wird sehr mühsam und kraftraubend, er lebt von den Hand in den Mund. In Italien verdingt er sich zeitweise als Werftarbeiter. Da er keine Nachkommen hat, fließen die Tantiemen seiner Erfolgsoper in das Stadtsäckel seiner Heimatgemeinde. Dort will man ihm zu Ehren ein Denkmal errichten. Heimlich schleicht sich der unsterbliche Lump nach fünf Jahren Abwesenheit ins Dorf zurück. Niemand identifiziert ihn dort. Nur das Annerl erkennt ihren Hans, den sie nie vergessen hatte, trotz seiner abgerissenen Kleidung sofort. Sie ist jung verwitwet, und nach einem Moment der Aussprache beschließen die beiden, gemeinsam durch die Welt zu ziehen.

## Produktionsnotizen
Der unsterbliche Lump entstand zwischen dem 28. Oktober und dem 19. Dezember 1929 in den UFA-Ateliers in Neubabelsberg sowie mit Außenaufnahmen in Virgen, Amlach und Lienz (Tirol). In Wien entstanden die Szenen im Großen Musiksaal der Staatsoper. Der Film wurde am 21. Februar 1930 im UFA-Palast am Zoo uraufgeführt. Die Wiener Premiere war am 5. März 1930.
Günther Stapenhorst hatte die Produktionsleitung, Robert Herlth und Walter Röhrig gestalteten die Filmbauten, Alexander Amstam die Kostüme. Ralph Benatzky hatte die musikalische Leitung. Es spielte die Lewis-Ruth-Band. Max Wogritsch übernahm nicht nur eine Nebenrolle (seine letzte überhaupt), sondern er diente überdies als Aufnahmeleiter. Um den guten Ton kümmerten sich Uwe Jens Krafft, Hermann Fritzsching und Fritz Thiery.
Tontechniker Uwe Jens Krafft starb in der Spätphase der Dreharbeiten; dieser Film und seine Kurzfilminszenierung Leier und Schwert waren seine letzten beiden Filmarbeiten.
Es sang Arthur Cavara von der Staatsoper Berlin.
Am 24. Februar 1930 erhielt Der unsterbliche Lump das Prädikat „künstlerisch“.

## Wissenswertes
Dies war der erste deutsche Tonfilm, bei dem, bezüglich des Einsatzes von technischem Equipment, ein enormer Aufwand betrieben wurde und bei dem die Crew feststellen musste, das umfangreiche Außenaufnahmen nur Studiobedingungen gewohnte Filmschaffende vor enorme Herausforderungen stellen konnten. Oskar Kalbus erinnerte 1935: „Mit 50 Mann rückte die Filmkarawane ins ,Feld‘. Unter dem Schlachtruf: Außenaufnahmen um jeden Preis für den unsterblichsten aller Lumpen! Marschrichtung: Tirol. Es galt, einen Ort zu finden, der laut Manuskript still und verträumt ist, der, tonfilmbegabt und von Bergen umsäumt, seit Jahrhunderten darauf wartet, gefilmt zu werden. Man landet in Virgen (…) Das Vieh erwies sich als besonders filmfeindlich, die Schafe blökten, solange sie zu schweigen hatten, die Ziegen meckerten, sobald der Regisseur um Ruhe bat, und zuletzt ,krähte‘ der Hahn, die Katze ,miaute‘. Die Filmleute wurden aber bald Psychologen, erlernten die Kunst, geduldig zu sein und stopften jedwedem Getier mit Zucker oder Sumpfdotterblumen das Maul, wenn sie Ruhe brauchten.“

## Kritiken
Diese frühe Tonfilmoperette wurde von der Filmkritik durchgehend sehr gut aufgenommen. Nachfolgend vier zeitgenössische Beispiele:
In Der Kinematograph hieß es: „Robert Liebmann und Karl Hartl … legten wenig Wert darauf, daß eine Szene mit der anderen zusammenfließt. Stellten kurz entschlossen, wie es auf der Bühne beim Volksstück ist, die Bilder beinahe ohne Übergang glatt nebeneinander. Erzielten damit Kontraste, die bildwirksam und beachtlich sind. Bei denen das Kinematographische in vielen Fällen die rein dramaturgischen Fehler ausgleicht. (…) Höhepunkt außerdem: die Szene in der Wiener Oper bei der Aufführung des ,Alpenglühens‘. Bilder in einem Ausmaß, wie wir es in den größten Erzeugnissen der letzten Jahre kaum sahen. Originell der Bildschnitt. Fein, bis in die letzte Ecke geschickt ausgeleuchtet, die Photographie Karl Hofmanns. Gut gelungen auch die Gesangseinlagen von A. Cavara von der Berliner Staatsoper. Liebenswürdig, anmutig, bildwirksam Liane Haid als Annerl. Bewährt, sympathisch, von überlegener Gestaltungskraft Gustav Fröhlich als Hans Ritter. Geradezu ausgezeichnet in Spiel und Sprache Karl Gerhardt als der Briefträger Reisleitner. Voll Saft und Kraft, gewinnend gut in Sprache und Spiel Hans Adalbert Schlettow.“
Das Reichsfilmblatt befand: „Dieses Manuskript ist ein einziges Zugeständnis an den sogenannten Geschmack der Masse, es stellt sich als eine Geschichte dar, wie wir sie wohl in einem langen Leben glauben, wie wir sie aber nicht in zwei Kinostunden für glaubhaft halten können. – Da wirkt diese Handlung zufällig, konstruiert und in ihrer Konstruiertheit abgegriffen. Aber das kann – wir haben viele Beispiele dafür – dem Film durchaus zum Guten gereichen, – Volksstücke sind sehr oft, fast immer so gewesen – und gerade die erfolgreichsten! Trotz der Anfechtbarkeit des Manuskripts ist das … einer der besten, trotz mancher Längen unterhaltsamsten Tonfilme, die wir bisher gesehen haben! Der Dialog – hier sind die Autoren weit glücklicher als beim Handlungsbau! – ist natürlich, glaubhaft, unverzerrt, unfrisiert. (…) Unter Joe Mays Produktionsführung arbeitete Gustav Ucicky so, daß wir viele Klippen des Manuskripts gern und willig vergessen. Welche Lebenstreue haben seine Akteure! Gustav Fröhlich spielt die Titelrolle, schlicht, selbstverständlich ernst und ohne jede Aufgetragenheit (…) Neben ihm Liane Haid hübsch und durchaus am Platze, aber doch etwas blaß neben Fröhlich. Schlettows Kunst, Menschen zu formen, zwingt uns zur Dankbarkeit diesem völlig unkomödiantischen Schauspieler gegenüber. Vorzüglich, besonders stimmlich, Karl Gerhardt als intrigierender Vater, der ,nur das Beste will‘.“
Hans-Walther Betz schrieb in Der Film: „Das ist ein Reigen von Eindrücken, Bildern und Tönen, das ist eine ganz großartige Befreiung von der Starrheit einiger mit vielen Scheinwerfern zu altertümlichem Glänze aufgeputschten Bretter. Sie bedeuten heute, im Zeitalter des Tonfilms, längst nicht mehr die Welt. Man sagt dem Geiste Anzengrubers und Roseggers ein erstauntes Grüß dich Gott, wenn man der Tonfilmoperettenwelt der Herren Autoren Robert Liebmann und Karl Hartl begegnet. Da ist die gesunde und protzig-trotzige Bauernatmosphäre, da sind die Berge, die Dörfer, die Wälder. (…) Nun ist aber in diese Gesellschaft der Menschen und in diese dörfische, steiermärkische Umwelt auch ein neuer Geist eingezogen … Er offenbart sich in einem sanften Humor, mit dem diese kleine, schöne und beschränkte Welt gezeigt wird – zur saftigen Ironie hat’s diesmal nicht gereicht. (…) Das Annerl Liane Haid, sie war lieb und gut und spielte vortrefflich, neben ihr stand Gustav Fröhlich, der Verstoßene, der Komponist, der Mann, der Tantiemen von der Staatsoper Tantiemen sein läßt und herumvagabundiert, ein hoffnungsloser Idealist, wie man sieht. Angenehm und sympathisch im Spiel. Der Großbauer Lechner von Adalbert Schlettow eine geschlossene Leistung, der Reisleitner von Carl Gerhardt ausgezeichnet. Vergessen wir neben den ungezählten anderen Darstellern den famosen Bürgermeister Weiß-Ferdls nicht, ein Augen- und Ohrenschmaus.“
Die Österreichische Film-Zeitung schrieb: „Die Ufa … hat einen neuen großen Sprech- und Tonfilm herausgebracht, der in jeder Beziehung zu den besten und wirksamsten Darbietungen dieser Art gehört, die in Wien bis jetzt erschienen sind. (…) Der Film enthält ein äußerst reizvolles Sujet und präsentiert sich als Volksstück im besten Sinne (…) Die tragenden Rollen des mit einer Menge effektvollster Details ausgestatteten Films sind mit Liane Haid und Gustav Fröhlich glänzend besetzt (…) Erwähnung verdient auch die höchst anerkennenswerte, stets auf das Bildwirksame gerichtete Regie des jungen Österreichers Gustav Ucicky …“